# Lista de representantes da Coreia do Sul ao Oscar de melhor filme internacional

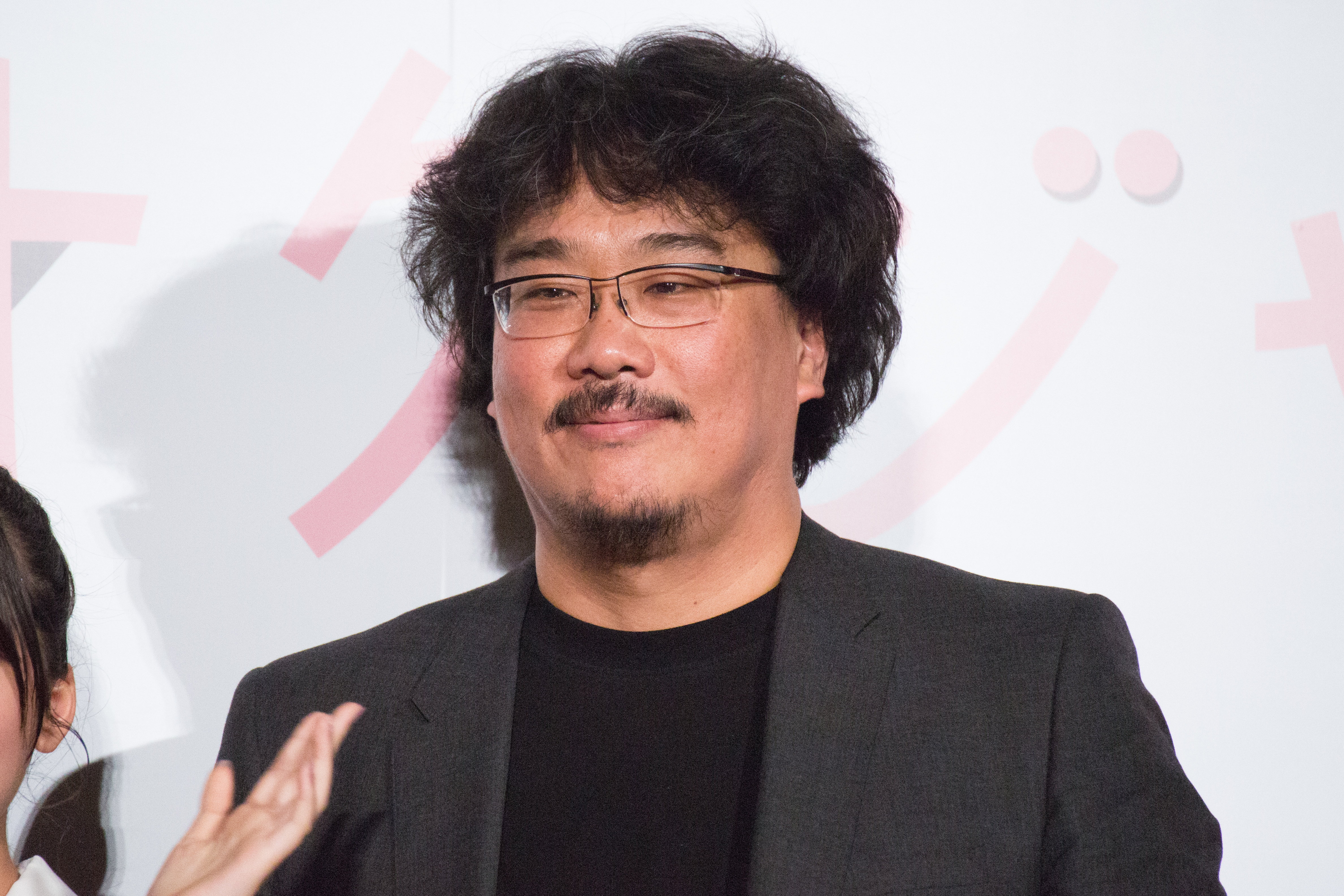
Bong Joon Ho dirigiu o primeiro filme da Coreia do Sul a ser indicado e ganhar o prêmio com Parasita (2019).

Lista de filmes sul-coreanos concorrentes à indicação ao Oscar de melhor filme internacional (anteriormente conhecido como Oscar de melhor filme estrangeiro). A Coreia do Sul inscreve filmes para concorrer a essa categoria desde 1962. O prêmio é concedido anualmente pela Academia de Artes e Ciências Cinematográficas. O indicado sul-coreano é escolhido anualmente por um comitê especial formado pelo Conselho de Cinema da Coreia.
Em 2019, Em Chamas foi o primeiro filme sul-coreano a chegar à lista final dos nove pré-indicados no 91º Oscar de melhor filme internacional. Em 2020, no 92º Oscar, Parasita se tornou o primeiro filme da Coreia do Sul a receber uma indicação na categoria de melhor filme internacional e também o primeiro a ser indicado para melhor filme, melhor diretor e melhor roteiro original, ganhando todos os quatro prêmios. Parasita tornou-se o primeiro filme em idioma diferente do inglês a ganhar o Oscar de melhor filme. A Coreia do Norte nunca inscreveu nenhum filme na competição.

## Filmes inscritos
Todos os longas inscritos foram filmadas no idioma coreano .
| Ano (Ceremônia)   | Título em inglês                                 | Título original                | Título em português           | Direção         | Resultado      |
| ----------------- | ------------------------------------------------ | ------------------------------ | ----------------------------- | --------------- | -------------- |
| 1962 (35ª edição) | My Mother and the Roomer/My Mother and Her Guest | 사랑방 손님과 어머니           |                               | Shin Sang-ok    | Não indicado   |
| 1964 (37ª edição) | The Dumb Samyong                                 | 벙어리 삼룡                    |                               | Shin Sang-ok    | Não indicado   |
| 1966 (39ª edição) | Rice                                             | 쌀                             |                               | Shin Sang-ok    | Não indicado   |
| 1968 (41ª edição) | Descendants of Cain                              | 카인의 후예                    |                               | Yu Hyun-mok     | Não indicado   |
| 1969 (42ª edição) | The Old Craftsman of Jar                         | 독 짓는 늙은이                 |                               | Choi Ha-won     | Não indicado   |
| 1973 (46ª edição) | Mute Samyong                                     | 비련의 벙어리 삼룡             |                               | Byun Jang-ho    | Não indicado   |
| 1984 (57ª edição) | Mulleya Mulleya                                  | 여인잔혹사 물레야 물레야       |                               | Lee Doo-yong    | Não indicado   |
| 1985 (58ª edição) | Eoudong                                          | 어우동                         |                               | Lee Jang-ho     | Não indicado   |
| 1986 (59ª edição) | Eunuch                                           | 내시                           |                               | Lee Doo-yong    | Não indicado   |
| 1990 (63ª edição) | Mayumi                                           | 마유미                         |                               | Shin Sang-ok    | Não indicado   |
| 1994 (67ª edição) | Life and Death of the Hollywood Kid              | 헐리우드 키드의 생애           |                               | Chung Ji-young  | Não indicado   |
| 1995 (68ª edição) | 301, 302                                         | 301 302                        |                               | Park Chul-soo   | Não indicado   |
| 2000 (73ª edição) | Chunhyang                                        | 춘향뎐                         | Chunhyang: Amor Proibido      | Im Kwon-taek    | Não indicado   |
| 2002 (75ª edição) | Oasis                                            | 오아시스                       | Oasis                         | Lee Chang-dong  | Não indicado   |
| 2003 (76ª edição) | Spring, Summer, Fall, Winter... and Spring       | 봄, 여름, 가을, 겨울 그리고 봄 |                               | Kim Ki-duk      | Não indicado   |
| 2004 (77ª edição) | Taegukgi                                         | 태극기 휘날리며                |                               | Kang Je-gyu     | Não indicado   |
| 2005 (78ª edição) | Welcome to Dongmakgol                            | 웰컴투 동막골                  |                               | Park Kwang-hyun | Não indicado   |
| 2006 (79ª edição) | King and the Clown                               | 왕의 남자                      |                               | Lee Joon-ik     | Não indicado   |
| 2007 (80ª edição) | Secret Sunshine                                  | 밀양                           | Sol Secreto                   | Lee Chang-dong  | Não indicado   |
| 2008 (81ª edição) | Crossing                                         | 크로싱                         |                               | Kim Tae-kyun    | Não indicado   |
| 2009 (82ª edição) | Mother                                           | 마더                           | Mother - A Busca Pela Verdade | Bong Joon-ho    | Não indicado   |
| 2010 (83ª edição) | A Barefoot Dream                                 | 맨발의 꿈                      |                               | Kim Tae-kyun    | Não indicado   |
| 2011 (84ª edição) | The Front Line                                   | 고지전                         |                               | Jang Hoon       | Não indicado   |
| 2012 (85ª edição) | Pietà                                            | 피에타                         | Pietá                         | Kim Ki-duk      | Não indicado   |
| 2013 (86ª edição) | Juvenile Offender                                | 범죄소년                       |                               | Kang Yi-kwan    | Não indicado   |
| 2014 (87ª edição) | Haemoo                                           | 해무                           | Névoa do Mar                  | Shim Sung-bo    | Não indicado   |
| 2015 (88ª edição) | The Throne                                       | 사도                           | O Trono                       | Lee Joon-ik     | Não indicado   |
| 2016 (89ª edição) | The Age of Shadows                               | 밀정                           | A Era da Escuridão            | Kim Jee-woon    | Não indicado   |
| 2017 (90th)       | A Taxi Driver                                    | 택시운전사                     |                               | Jang Hoon       | Não indicado   |
| 2018 (91ª edição) | Burning                                          | 버닝                           | Em Chamas                     | Lee Chang-dong  | Pré-lista      |
| 2019 (92ª edição) | Parasite                                         | 기생충                         | Parasita                      | Bong Joon-ho    | Ganhou o Oscar |
| 2020 (93ª edição) | The Man Standing Next                            | 남산의 부장들                  |                               | Woo Min-ho      | Não indicado   |
| 2021 (94ª edição) | Escape from Mogadishu                            | 모가디슈                       | Fuga de Mogadíscio            | Ryoo Seung-wan  | Não indicado   |
| 2022 (95ª edição) | Decision to Leave                                | 헤어질 결심                    | Decisão de Partir             | Park Chan-wook  | Pré-lista      |